# جرارد اولیوا
جرارد اولیوا (انگلیسی: Gerard Oliva؛ زادهٔ ۷ اکتبر ۱۹۸۹) بازیکن فوتبال اهل اسپانیا است.
از باشگاه‌هایی که در آن بازی کرده‌است می‌توان به باشگاه فوتبال نومانسیا، باشگاه فوتبال اوئسکا، باشگاه فوتبال رئال مورسیا، باشگاه فوتبال کامپوستلا، و باشگاه فوتبال اتلتیکو مادرید بی اشاره کرد.